# Banodża
Banodża (gruz. ბანოჯა) – wieś w Gruzji, w regionie Kachetia, w gminie Ckaltubo. W 2014 roku liczyła 1641 mieszkańców.